# Слонечна
Слонечна (пол. Słoneczna) — село в Польщі, у гміні Опатувек Каліського повіту Великопольського воєводства.
У 1975-1998 роках село належало до Каліського воєводства.